# Acoustique (album)
Albums de Bernard Lavilliers
Baron Samedi
(2013) 5 minutes au paradis
(2017)
Acoustique est le 21e album studio de Bernard Lavilliers.
Il regroupe des reprises d'anciens titres de l'artiste, ré-arrangés et réorchestrés en musique acoustique. Quatre chansons sont interprétées en duos, avec Catherine Ringer, Jean-Louis Aubert, Oxmo Puccino et Faada Freddy. La réalisation et les arrangements ont été confiés à Romain Humeau, leader du groupe Eiffel. 

## Liste des titres
1. Saint-Étienne (Bernard Lavilliers) - 3:07
2. Petit (Bernard Lavilliers / Pascal Arroyo) – 4:30
3. Les Mains d'or (Bernard Lavilliers / Pascal Arroyo) – 4:13
4. Idées noires (Bernard Lavilliers / Jean-Paul Hector Drand) – 3:27 - en duo avec Catherine Ringer
5. Noir et Blanc (Bernard Lavilliers) – 4:35
6. La Grande Marée (Bernard Lavilliers) – 4:41
7. Les Barbares (Bernard Lavilliers) – 4:34 - en duo avec Oxmo Puccino
8. Fensch Vallée (Bernard Lavilliers) – 3:10
9. Traffic (Bernard Lavilliers) – 3:48
10. Betty (Bernard Lavilliers) – 4:46
11. On the Road Again (Bernard Lavilliers / Sebastian Santa-Maria) – 3:03 - en duo avec Jean-Louis Aubert
12. Manila Hôtel (Bernard Lavilliers / Sebastian Santa-Maria) – 3:04
13. Attention fragile (Bernard Lavilliers) – 3:55
14. Melody Tempo Harmony (Bernard Lavilliers) – 3:35 - en duo avec Faada Freddy